# 52nd Street
52nd Street är ett musikalbum av Billy Joel. Det var hans sjätte studioalbum och släpptes den 13 oktober 1978 på Columbia Records. Det var hans första album som nådde förstaplatsen på Billboard 200 i USA. Albumtiteln är en referens till 52:a gatan på Manhattan i staden New York som var centrum för stadens jazzklubbar under mitten av 1900-talet. "My Life" blev den största singelhiten från skivan, men även "Honesty" och "Big Shot" blev ganska stora hits. Albumet vann 1979 års Grammy för årets musikalbum. 52nd Street kom att bli det första album som kommersiellt gavs ut på CD 1982. 1992 samplade hiphopduon Kool G. Rap & DJ Polo pianopartiet ur låten "Stiletto" till sin låt "Road to the Riches".

## Låtlista
(alla låtar skrivna av Billy Joel)
1. "Big Shot"
2. "Honesty"
3. "My Life"
4. "Zanzibar"
5. "Stiletto"
6. "Rosalinda's Eyes"
7. "Half a Mile Away"
8. "Until the Night"
9. "52nd Street"

## Listplaceringar
| Lista (1978-1979) | Position              |
| ----------------- | --------------------- |
| Australien        | 1 (Kent Music Report) |
| Finland           | 28                    |
| Frankrike         | 2                     |
| Island            | 2                     |
| Kanada            | 1 (RPM)               |
| Nederländerna     | 33                    |
| Norge             | 5 (VG-lista)          |
| Nya Zeeland       | 1                     |
| Storbritannien    | 10 (UK Albums Chart)  |
| Sverige           | 18 (Topplistan)       |
| USA               | 1 (Billboard 200)     |
| Västtyskland      | 19                    |
| Österrike         | 4                     |